# Абстрактний експресіонізм

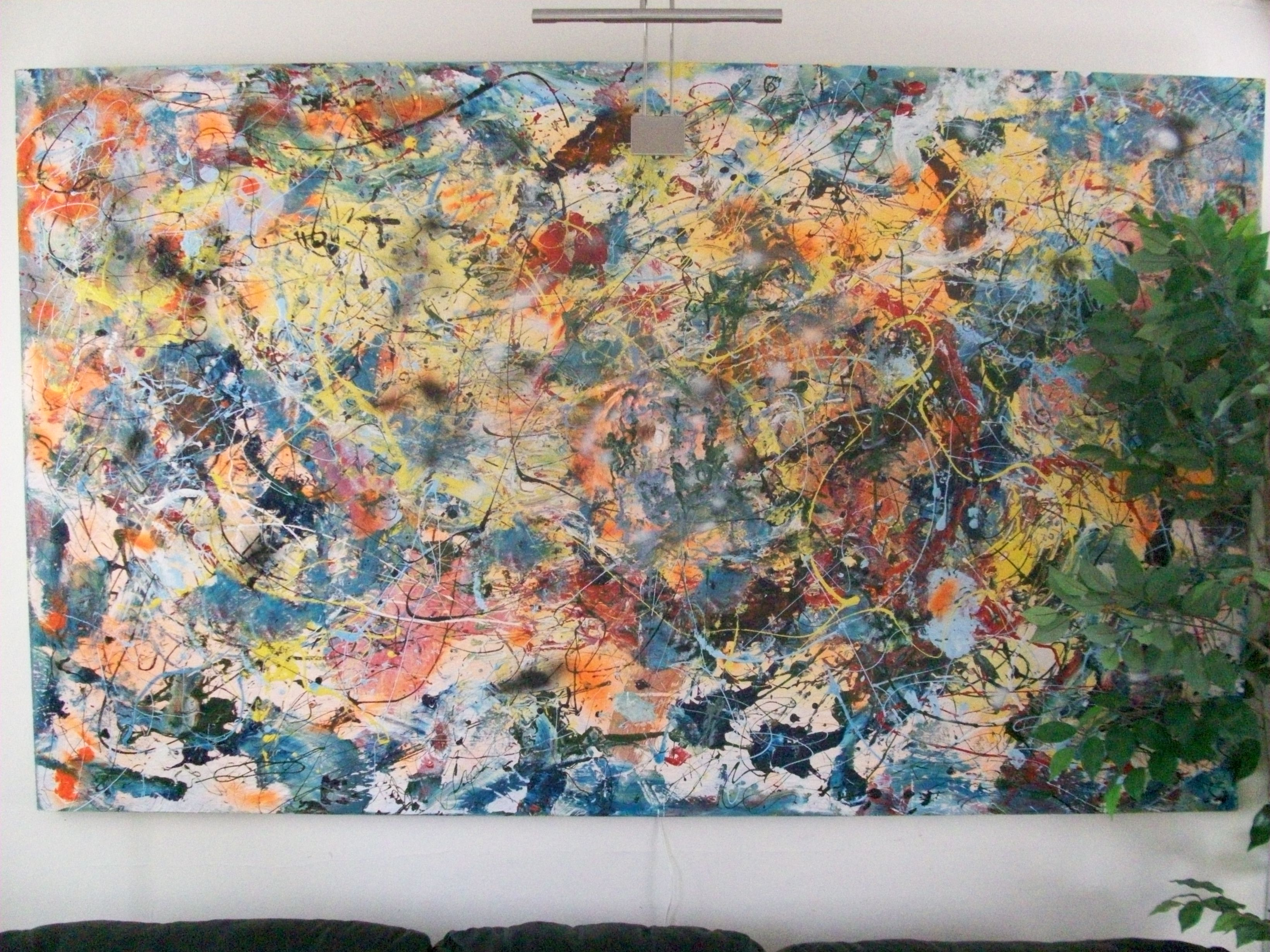
«Торнадо на заході» Джексона Поллока

Абстра́ктний експресіоні́зм — рух в абстрактному мистецтві, що акцентує увагу на процесі живопису, властивостях самого процесу малювання і взаємодії художника, фарби і полотна. Як окремий вид абстрактного експресіонізму виділяють техніку медитативного живопису, що широко використовується в сфері арттерапії.

## Творці абстрактного експресіонізму
Історія виникнення цього терміна сягає 1910 року, коли Василь Кандинський вперше створив абстрактний твір. Мистецтвознавці відмічають прояви абстрактного експресіонізму у Мондріана, Делоне, Малевича та інших художників початку ХХ століття, але вони більш відомі як представники інших нефігуративних напрямків.
У 20-х роках сформувалася група німецьких представників експресіонізму, які нерідко вдавалися до абстрактних форм: Отто Дікс, Ернст Барлахта інші, доробок яких нацистська влада Німеччини назвала «дегенеративним» мистецтвом.
У світовому мистецтві центром другої хвилі абстрактного живопису стала Америка 40–50-х. Найчастіше представниками абстрактного експресіонізму називають американських художників, які почали свою творчість у Нью-Йорку на початку 1940-х: це — Аршиль Горкі, Анджело Іпполо, Франц Кляйн, Джексон Поллок, Марк Ротко і Агнес Мартін та інші.
Основне протиріччя, яке намагалися вирішити молоді американці своєю творчістю, — це усунути дихотомію (роз'єднання) тіла і духу. Саме вона, на думку покоління, чия молодість припала на роки Другої світової війни, привела до жахливих наслідків, агресії заради деяких ідей (у тоталітарній Німеччині та СРСР). Розчарування в цінностях цивілізації підштовхнули їх до пошуку інших, безконфліктних, форм людського існування. Художники зацікавилися африканською культурою, здобутками індіанських племен та східною традицією дзен. Офіційне, реалістичне мистецтво, що виславляє воєнну промисловість, у нових художників асоціювалося з брехнею, тоді як найбільш чесним уявлялося площинне, безпредметне зображення. Як заявили Б. Ньюмен, М. Ротко та О. Готтліб 1943 року: «Ми хочемо заново затвердити площину картини. Ми — за плоскі форми, тому що вони руйнують ілюзію і відкривають істину».
Художники цього покоління започаткували культуру спонтанності, живопису дії та автоматичного письма. Протиріччя між тілом і духом вирішувалося через злиття творчого імпульсу з моментом руху самого акту написання картини. Абстрактному експресіонізму були властиві деяка незавершеність, хаотичність і легкість, які культивувалися, починаючи з 1940 року. Поступово в їхній творчості акцент змістився на сам акт творіння, в якому увиразнювалася жестикуляція, робота з матеріалом — наливання фарби, розтирання чи удари по полотну. Так, Д. Полок придумав розстилати полотно на підлозі й бігати по ньому, наприскуючи спеціально придбану для цього рідку фарбу. Такі «танці» художника перетворилися на перформанси, які знімали на кіноплівку. У них важливу роль грав діалог із глядачами-співучасниками, тобто інтерсуб'єктивність, що протиставлялася постулатам приватної власності та індивідуалізму.
Культура спонтанності, що включала бібоп-музику, спонтанну літературу і весь так званий бітнічний спосіб життя, що був передвісником руху хіпі й шістидесятників, не зараховувала себе ні до «високочолих» інтелектуалів з їхнім прагненням до чистої духовності, ні до маси обивателів з їхнім кітчем і приземленим «здоровим глуздом», пропонуючи деякий «третій» шлях розвитку. Теоретик мистецтва Г. Розенберг писав: «Непохитна вірність особистої спонтанності та незалежності сама по собі є квазіполітичною позицією — яку затаврував Ленін і яка проголошена незаконною в тоталітарних країнах, нестерпна для бюрократів, конформістів, людей організації та планування».

## Основні скульптури

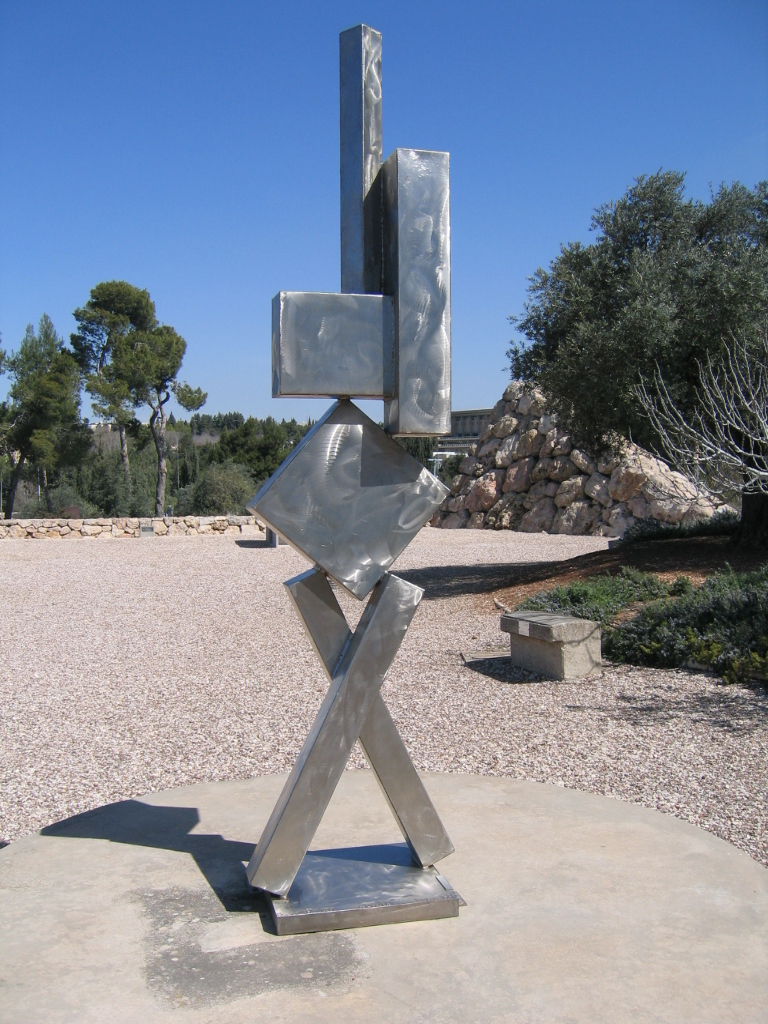
Дейвід Сміт, 1963
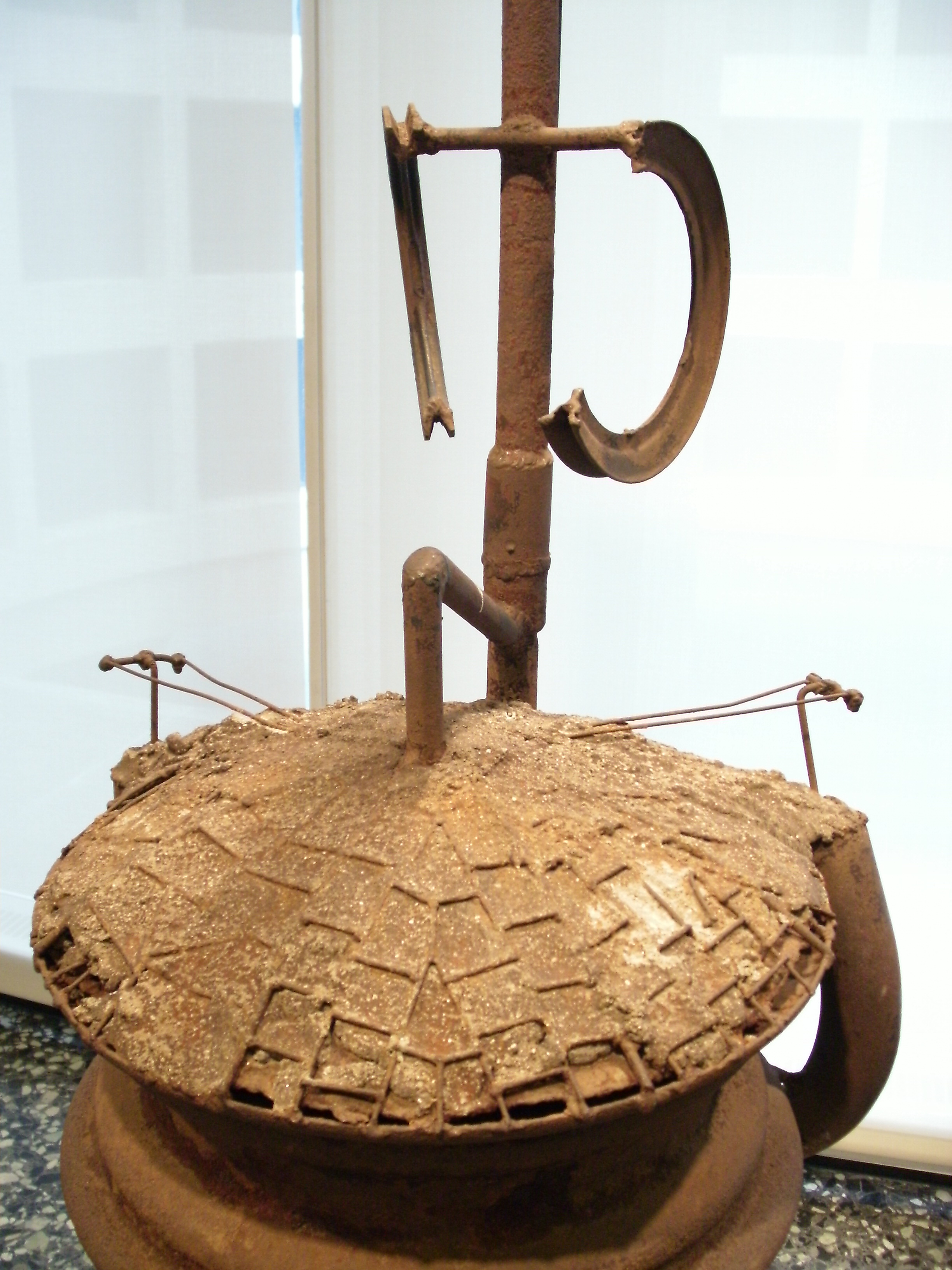
Річард Станкевич, Деталі Фігури; 1956; сталь, залізо і бетон; в колекції Хіршхорнського Музею і Парку Скульптур
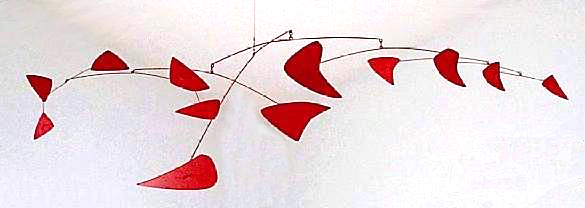
Александр Колдер, Червоний Мобіль, 1956, Пофарбований листовий метал і металеві стержні, Монреальский музей образотворчого мистецтва
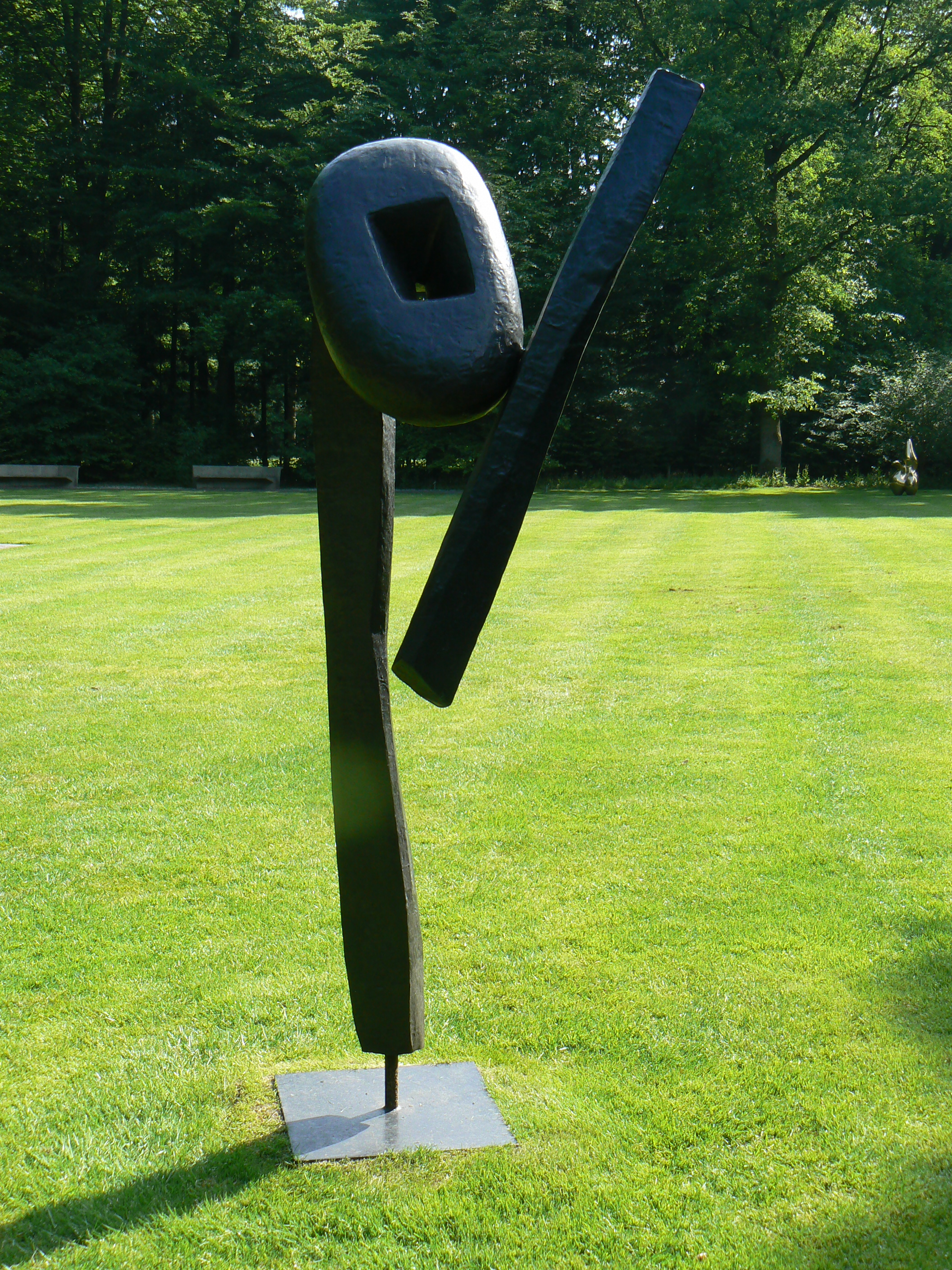
Ісаму Ногучі, Плач, 1959, Музей Креллер-Мюллер Парк скульптур, Оттерло, Нідерланди
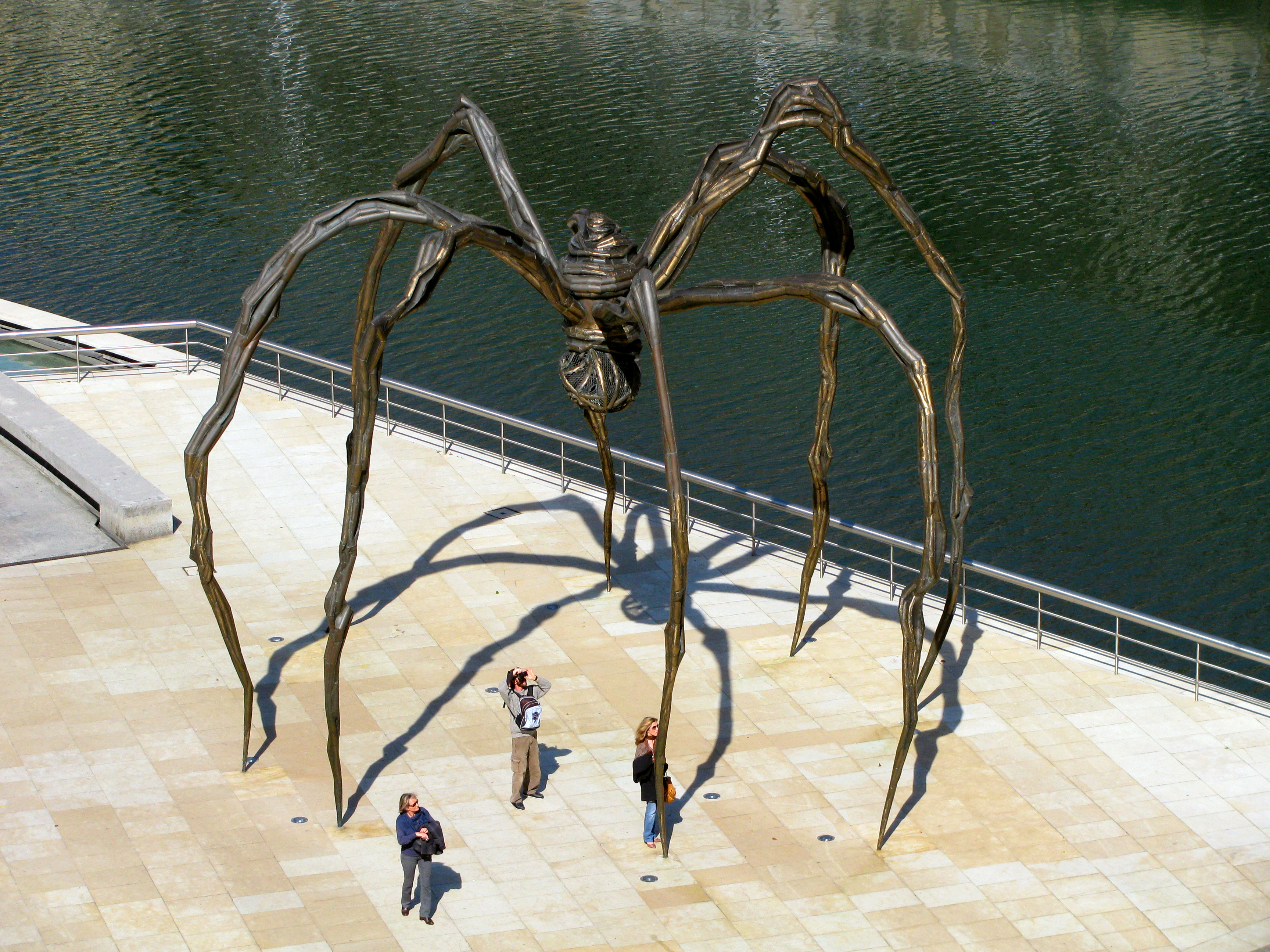
Луїза Буржуа, Мама, 1999, поза Музеєм Гуггенгайма в Більбао